# A történetíró feljegyzései
A történetíró feljegyzései (hagyományos kínai: 史記; egyszerűsített kínai: 史记; pinjin (pinyin) hangsúlyjelekkel: Shǐ jì; magyar népszerű átírásban: Si csi)  a legjelentősebb ókori kínai történeti munka. Szerzője Sze-ma Csien (Sima Qian), a „kínai történetírás atyja”.  A mű valószínűleg i. e. 109–91 között íródott. A Huszonnégy történeti mű néven emlegetett, kínai hivatalos történeti művek első gyűjteménye. Hatása az utókorra felmérhetetlen: nemcsak a kínai ókor történelmének legfontosabb forrásaként szolgál, hanem nyelvezetében, szerkezetében és történetírói módszereiben is mintakép volt a későbbi kínai történetírók számára.

## Keletkezésének háttere
A Si-csi (Shiji) valószínűleg Kr. e. 109–91 között íródott.

## Stílusa
Sze-ma Csien (Sima Qian) a Si-csi (Shiji) megírásakor mindenben a tényszerűségre törekedett, forrásait gondosan megválogatta, ugyanakkor a korai időkről természetesen nem állt megbízható forrás a rendelkezésére. Minél közelebb volt időben egy esemény Sze-ma Csien (Sima Qian) életéhez, annál megbízhatóbbnak tekinthető a Si-csi (Shiji) beszámolója. Ez azonban csak a tényekre, cselekedetekre vonatkozik, a párbeszédekre, beszédekre nem. Ez utóbbiak zömét valószínűleg a történetíró maga találta ki.

## Szerkezete
A Si-csi (Shiji) igen terjedelmes munka, legelterjedtebb modern kiadása tíz kötetet tesz ki, és a szöveg mintegy félmillió írásjegyet tartalmaz. Célja szerint az egész – a kínaiak számára ismert – világ történetét tartalmazza a történeti idők kezdetétől (az ún. „Öt császár” korától) egészen a történetíró koráig, Han Vu-ti (Han Wudi) (i. e. 156 – i. e. 87.) császár uralkodásáig.
Szerkezetét tekintve Sze-ma Csien (Sima Qian) újszerű megoldást választott: a korábban elterjedt kronologikus évkönyv vagy államonként összegyűjtött történetgyűjtemény helyett a rendelkezésére álló anyagot öt fejezettípusban dolgozta fel. Ezek a következők:
- 1–12. fejezet: „alapvető évkönyvek” (pencsi (benji)). Ebben a részben Sze-ma Csien (Sima Qian) azoknak az uralkodóházaknak, illetve uralkodóknak a történetét tárgyalja, akik hatalmukat – legalábbis a hagyomány szerint – egész Kína felett gyakorolták. Alapvető évkönyv részletezi például a Hszia (Xia)-, a Sang (Shang)-, a Csou (Zhou)-dinasztia történetét, Csin (Qin) állam históriáját a birodalomegyesítésig, és külön évkönyvet kapott Csin Si Huang-ti (Qin Shi Huangdi), majd a Han-dinasztia legtöbb császára.
- 13–22. fejezet: „táblázatok” (piao (biao)). Címüknek megfelelően ezek a fejezetek időrendi táblázatokat tartalmaznak, amelyekben Sze-ma Csien (Sima Qian) az ország különböző részeiben történt események relatív és abszolút kronológiáját igyekszik tisztázni.
- 23–30. fejezet: „értekezések” (su (shu)). Ebben a nyolc fejezetben a történetíró olyan általános témákat tárgyal esszé formában, amelyek nem illettek bele a többi fejezettípus időrendi keretei közé. Ilyen például az áldozatok, a folyók és csatornák, valamint a gazdasági intézkedések dinasztiákon átnyúló története. Sajnos az értekezések egy része töredékes, befejezetlennek tűnik.
- 31–60. fejezet: „örökletes házak” (sicsia (shijia)). Ez a harminc fejezet főleg a Csin (Qin)-kor előtti fejedelmi családok történetét tárgyalja, vagyis az olyan családokét, amelyek – az alapvető évkönyvekben tárgyaltaktól eltérően – Kínának csupán egy meghatározott részében uralkodtak örökletes módon. Ez a rész tehát gyakorlatilag a Csou (Zhou)-kori fejedelemségeknek a története. Érdekes módon két olyan személyiség is külön fejezetet kapott ebben a részben, akik kevésbé illenek ide: az egyik Konfuciusz, aki, mint ismeretes, soha nem volt uralkodó, sőt valószínűleg még főhivatalnok sem; a másik Csen Sö (Chen She), aki egyszerű parasztfelkelő volt, az első azok közül, akik fellázadtak a kínai császár ellen.
- 61–130. fejezet: „életrajzok” (liecsuan (liezhuan)) . Ez a Si-csi (Shiji) legterjedelmesebb része, 70 fejezet tartozik ide. A liecsuan (liezhuan)ok nagy része egy-egy történelmi személyiség vagy személyek meghatározott csoportjának élettörténetét tartalmazza. Ugyanakkor a liecsuan (liezhuan) tárgya nem csak személy lehet, ide tartoznak például az idegen, „barbár” népek is. Az életrajzok a Si-csi (Shiji) legolvasmányosabb fejezetei, az itt található történetek, anekdoták a későbbi irodalmi művek kimeríthetetlen forrásául szolgáltak. Meg kell azonban jegyezni, hogy a Sze-ma Csien (Sima Qian)-féle – és általában a kínai – „életrajz” nemigen hasonlít a nyugati biográfiára. Célja nem az adott illető személyiségének és teljes élettörténetének bemutatása, hanem annak a személyiségtípusnak a jellemzése, amelybe az illető tartozott. Éppen ezért a kínai életrajzok nagy része nem ad átfogó képet a tárgyalt személyről: csupán a személy legfontosabb adatait (születési hely, felmenők), életének legfontosabb eseményeit, valamint az élettörténetben fordulópontnak tekintett eseményekhez kötődően egy-egy történetet, anekdotát tartalmaz. Ez utóbbit az életrajzírók nagyon gyakran egy-egy párbeszéd, szónoklat, esetleg levél egyenes idézésével beszélik el. A kínai történetírói hagyományban egy idő után uralkodóvá vált az írott források idézeteinek halmozása, de Sze-ma Csien (Sima Qian)re ez még nem jellemző: művét az teszi élvezetessé, hogy levelek, beadványok idézgetése helyett szereplőit drámai szituációkban, szinte színpadias hatást keltve ábrázolja.

## Tartalma

### Évkönyvek
Az első, "Évkönyvek" (Pen-csi (Benji) 本紀) elnevezésű rész a következő 12 fejezetet tartalmazza:
| Fejezet száma | Eredeti cím | Fordítás                                     | Megjegyzés                                     |
| ------------- | ----------- | -------------------------------------------- | ---------------------------------------------- |
| 1.            | 五帝本紀    | Az Öt Császár évkönyvei                      | A legendák kora a Sárga Császártól kezdve      |
| 2.            | 夏本紀      | Hszia (Xia) évkönyvei                        | A Hszia (Xia)-dinasztia                        |
| 3.            | 殷本紀      | Jin (Yin) évkönyvei                          | A Sang-Jin (Shang-Yin)-dinasztia               |
| 4.            | 周本紀      | Csou (Zhou) évkönyvei                        | A Csou (Zhou)-dinasztia                        |
| 5.            | 秦本紀      | Csin (Qin) évkönyvei                         | A Csin (Qin)-dinasztia                         |
| 6.            | 秦始皇本紀  | Csin Si Huang-ti (Qin Shi Huangdi) évkönyvei |                                                |
| 7.            | 項羽本紀    | Hsziang Jü (Xiang Yu) évkönyvei              |                                                |
| 8.            | 高祖本紀    | Kao-cu (Gaozu) évkönyvei                     | Kao-cu (Gaozu) császár, i. e. 206-195          |
| 9.            | 呂太后本紀  | Az özvegy Lü császárné évkönyvei             | uralkodott: i. e. 195-180                      |
| 10.           | 孝文本紀    | Hsziao-ven (Xiaowen) évkönyvei               | Han Wen (Han Ven) császár, i. e. 179-157       |
| 11.           | 孝景本紀    | Hsziao-csing (Xiaojing) évkönyvei            | Hsziao-csing (Xiaojing) császár, i. e. 156-141 |
| 12.           | 孝武本紀    | Hsziao-vu (Xiaowu) évkönyvei                 | Hsziao-vu (Xiaowu) császár, i. e. 140-87       |

### Táblázatok
A második "Táblázatok" (Piao (Biao) 表) elnevezésű részt a következő 10 fejezet tartalmazza:
| Fejezet száma | Cím                  | Fordítás                                                                              | Megjegyzés                                                                                        |
| ------------- | -------------------- | ------------------------------------------------------------------------------------- | ------------------------------------------------------------------------------------------------- |
| 13.           | 三代世表             | A három korszak genealógiai táblázata                                                 | A Sárga Császártól a Hszia (Xia)-, a Sang (Shang)-dinasztián át egészen a Csou (Zhou)-dinasztiáig |
| 14.           | 十二諸侯年表         | Tizenkét fejedelem kronológia táblázata                                               | A Tavasz és ősz korszak 12 fejedelmének kronológiája                                              |
| 15.           | 六國年表             | A hat állam kronológiai táblázata                                                     | A Hadakozó fejedelemségek korának 6 állama                                                        |
| 16.           | 秦楚之際月表         | Csin (Qin)- és Csu (Chu)-fejedelemségek havi (bontású) kronológiai táblázata          | A Csin (Qin)- Csu (Chu)-fejedelemség közötti háborús időszak                                      |
| 17.           | 漢興以來諸侯王年表   | A Han-házat megalapító (család) fejedelmeinek és királyainak kronológiai táblázata    | Az uralkodói család nemesi tagjai                                                                 |
| 18.           | 高祖功臣侯者年表     | A Kao-cu (Gaozu) császár idején márkivá kinevezett hivatalnokok kronológiai táblázata |                                                                                                   |
| 19.           | 惠景閒侯者年表       | A Huj-csing (Huijing) császár idején márkivá kinevezettek kronológiai táblázata       | Az i. e. 194-től i. e. 141-ig terjedő időszakban                                                  |
| 20.           | 建元以來侯者年表     | A Csien-jüan (Jianyuan) időszakban márkivá kinevezettek kronológiai táblázata         | Az i. e. 140-től i. e. 135-ig terjedő időszakban                                                  |
| 21.           | 建元已來王子侯者年表 | A Csien-jüan (Jianyuan) időszakban márkivá kinevezettek fiainak kronológiai táblázata |                                                                                                   |
| 22.           | 漢興以來將相名臣年表 | A Han-ház tábornokainak és minisztereinek kronológiai táblázata                       |                                                                                                   |

### Értekezések
A harmadik, az "Értekezések" (Su (Shu) 書) elnevezésű részt az alábbi  8 fejezet tartalmazza:
| Fejezet száma | Cím    | Fordítás                                                  | Megjegyzés |
| ------------- | ------ | --------------------------------------------------------- | --- |
| 23.           | 禮書   | Értekezés a szertartások                                  | |
| 24.           | 樂書   | Értekezés a zenéről                                       | |
| 25.           | 律書   | Értekezés a mértékekről                                   | |
| 26.           | 曆書   | Értekezés a naptárakról                                   | |
| 27.           | 天官書 | Értekezés az asztronómiáról                               | |
| 28.           | 封禪書 | Értekezés a feng és a san (shan) áldozati szertartásokról | a legmagasabb szintű, csak uralkodók által bemutatott áldozati szertartások az Ég és a Föld tiszteletére               |
| 29.           | 河渠書 | Értekezés a folyókról és a csatornákról                   | |
| 30.           | 平準書 | Értekezés a kiegyenlítésről                               | Azon hivatalnokok neve, aki bőségesen termő esztendőkben terményt vásároltak fel, majd a szűkösebb években eladták azt |

### Genealógiák
A negyedik, a "Geneaológiák" (Si-csia (Shijia) 世家) címet viselő rész az alábbi 30 fejezetet tartalmazza:
| Fejezet száma | Cím          | Fordítás                                                   | Megjegyzés                                           |
| ------------- | ------------ | ---------------------------------------------------------- | ---------------------------------------------------- |
| 31.           | 吳太伯世家   | Vu Taj-po (Wu Taibo) családja                              | Vu (Wu) fejedelemségben                              |
| 32.           | 齊太公世家   | Csi Taj-kung (Qi Taigong) családja                         | Csi (Qi) fejedelemségben                             |
| 33.           | 魯周公世家   | Lu Csou-kung (Lu Zhougong) családja                        | Lu fejedelemségben                                   |
| 34.           | 燕召公世家   | Jen Sao-kung (Yan Shaogong) családja                       | Jen (Yan) fejedelemségben                            |
| 35.           | 管蔡世家     | Kuan (Guan) és Caj (Cai) családjai                         | Caj (Cai) és Cao fejedelemségben                     |
| 36.           | 陳杞世家     | Csen (Chen) és Csi (Qi) családjai                          |                                                      |
| 37.           | 衛康叔世家   | Vej Kang Su (Wei Kang Shu) családja                        | Vej (Wei) fejedelemségben                            |
| 38.           | 宋微子世家   | Szung Vej Ce (Song Wei Zi) családja                        | Szung (Song) fejedelemségben                         |
| 39.           | 晉世家       | A Csin (Jin) fejedelemség családjai                        |                                                      |
| 40.           | 楚世家       | A Csu (Chu) fejedelemség családjai                         |                                                      |
| 41.           | 越王句踐世家 | A Jüe (Yue)-beli Kuo-csie (Guojian) király családja        | Jüe (Yue) fejedelemségben                            |
| 42.           | 鄭世家       | A Cseng (Zheng) fejedelemség családjai                     |                                                      |
| 43.           | 趙世家       | A Csao (Zhao) fejedelemség családjai                       |                                                      |
| 44.           | 魏世家       | A Vej (Wei) fejedelemség családjai                         |                                                      |
| 45.           | 韓世家       | A Han fejedelemség családjai                               |                                                      |
| 46.           | 田敬仲完世家 | Tien Csing-csung (Tian Jingzhong) családja)                | Csi (Qi) fejedelemségben a Tien (Tian) család alatt  |
| 47.           | 孔子世家     | Konfuciusz családja                                        |                                                      |
| 48.           | 陳涉世家     | Csen Sö (Chen She) családja                                |                                                      |
| 49.           | 外戚世家     | A nőági rokonok családjai                                  |                                                      |
| 50.           | 楚元王世家   | A Csu (Chu)-beli Jüan (Yuan) herceg családja               |                                                      |
| 51.           | 荊燕世家     | Csing (Jing) és Jen (Chen Yan) családjai                   |                                                      |
| 52.           | 齊悼惠王世家 | A Csi (Qi)-beli Tao-huj (Daohui) herceg családja           | Liu Fej (Liu Fei)                                    |
| 53.           | 蕭相國世家   | Hsziao (Chen Xiao) kancellár családja                      | Hszia Ho (Xiao He)                                   |
| 54.           | 曹相國世家   | Cao kancellár családja                                     | Cao Sen (Cao Shen)                                   |
| 55.           | 留侯世家     | Liu márkijának családja                                    | Csang Liang (Zhang Liang)                            |
| 56.           | 陳丞相世家   | Csen (Chen Chen) kancellár családja                        | Csen Ping (Chen Ping)                                |
| 57.           | 絳侯周勃世家 | Csiang (Jiang) márkijának, Csou Po (Zhou Bo)nak a családja |                                                      |
| 58.           | 梁孝王世家   | A Liang-beli Hsziao (Chen Xiao) herceg családja            |                                                      |
| 59.           | 五宗世家     | Az öt klán családjai                                       | A Han-házbeli Csing (Jing) császár fiai              |
| 60.           | 三王世家     | A Három királyság családjai                                | Csi (Qi), Jen (Yan) államok és Kuangling (Guangling) |

### Életrajzok
Az ötödik, az "Életrajzok" (Lie-csuan (Liezhuan) 列傳) címet viselő részt a következő 70 fejezetet tartalmazza:
| Fejezet száma | Cím            | Fordítás                                                        | Megjegyzés |
| ------------- | -------------- | --------------------------------------------------------------- | --- |
| 61.           | 伯夷列傳       | Po-ji (Boyi) életrajza                                          | |
| 62.           | 管晏列傳       | Kuan (Guan) és Jen (Yan) életrajza                              | Kuan Csung (Guan Zhong) 管仲 és Jen Jing (Yan Ying) 晏嬰 |
| 63.           | 老子韓非列傳   | Lao-ce (Laozi) és Han fej (Han Fei) életrajza                   | Tartalmazza Csuang-ce (Zhuangzi) és Sen Pu-haj (Shen Buhai) életrajzát is. |
| 64.           | 司馬穰苴列傳   | Sze-ma Zsang-csü (Sima Rangju) életrajza                        | |
| 65.           | 孫子吳起列傳   | Szun-ce (Sunzi) és Vu Csi (Wu Qi) életrajza                     | |
| 66.           | 伍子胥列傳     | Vu Ce-hszü (Wu Zixu) életrajza                                  | |
| 67.           | 仲尼弟子列傳   | Csung-ni (Zhongni) tanítványainak életrajza                     | |
| 68.           | 商君列傳       | Sang-csün (Shangjun) életrajza                                  | Sang Jang (Shang Yang) |
| 69.           | 蘇秦列傳       | Szu Csin (Su Qin) életrajza                                     | |
| 70.           | 張儀列傳       | Csang Ji (Zhang Yi) életrajza                                   | |
| 71.           | 樗里子甘茂列傳 | Su Li-ce (Shu Lizi) és Kan Mao (Gan Mao) életrajza              | Tartalmazza Kan Luo (Gan Luo) 甘羅 életrajzát is. |
| 72.           | 穰侯列傳       | Zsang (Rang) márkijának életrajza                               | Vej Zsan (Wei Ran) 魏冉 |
| 73.           | 白起王翦列傳   | Paj Csi (Bai Qi) és Vang Csien (Wang Jian) életrajza            | |
| 74.           | 孟子荀卿列傳   | Meng-ce (Mengzi) és Hszün Csing (Xun Qing) életrajza            | tartalmazza Cou Jen (Zou Yan) 騶衍 életrajzát is. |
| 75.           | 孟嘗君列傳     | Meng-csang (Mengchang) nemes úr életrajza                       | A Hadakozó fejedelemségek négy nagyurának egyike. |
| 76.           | 平原君虞卿列傳 | Ping-jüan (Pingyuan) nemes úr és Jü Csing (Yu Qing)             | Ping-jüan (Pingyuan) a Hadakozó fejedelemségek négy nagyurának egyike. |
| 77.           | 魏公子列傳     | Vej (Wei) hercegének életrajza                                  | Hszin-ling jun (Xinling jun), a Hadakozó fejedelemségek négy nagyurának egyike. |
| 78.           | 春申君列傳     | Csun-sen (Chunshen) nemes úr életrajza                          | A Hadakozó fejedelemségek négy nagyurának egyike. |
| 79.           | 范睢蔡澤列傳   | Fan Szuj (Fan Sui) és Caj Cö (Cai Ze) életrajza                 | |
| 80.           | 樂毅列傳       | Jüe Ji (Yue Yi) életrajza                                       | |
| 81.           | 廉頗藺相如列傳 | Lien Po (Lian Po) és Lin Hsziang-zsu (Lin Xiangru) életrajza    | |
| 82.           | 田單列傳       | Tien Tan (Tian Dan) életrajza                                   | |
| 83.           | 魯仲連鄒陽列傳 | Lu Csung-lien (Lu Zhonglian) és Co Jang (Zou Yang)              | |
| 84.           | 屈原賈生列傳   | Csü Jüan (Qu Yuan) és Csia (Jia) mester életrajza               | |
| 85.           | 呂不韋生列傳   | Lü Pu-vej (Lü Buwei) mester életrajza                           | |
| 86.           | 刺客列傳       | Bérgyilkosok életrajzai                                         | Cao Mo 曹沫, Csuan Csu (Zhuan Zhu), Jü Zsang (Yu Rang) 豫讓, Nie Cseng (Nie Zheng) 聶政 és Csing Ko (Jing Ke) |
| 87.           | 李斯列傳       | Li Sze (Li Si) életrajza                                        | |
| 88.           | 蒙恬列傳       | Meng Tien (Meng Tian) életrajza                                 | |
| 89.           | 張耳陳餘列傳   | Csang Er (Zhang Er) és Csen Jü (Chen Yu) életrajza              | |
| 90.           | 魏豹彭越列傳   | Vej Pao (Wei Bao) és Peng Jüe (Peng Yue) életrajza              | |
| 91.           | 黥布列傳       | Csing Pu (Qing Bu) életrajza                                    | |
| 92.           | 淮陰侯列傳     | Hua-jin (Huayin) márki életrajza                                | Han Hszin (Han Xin) |
| 93.           | 韓信盧綰列傳   | Han Hszin (Hán Xin) király és Lu Van (Lu Wan) életrajza         | Tartalmazza Csen Hszi (Chen Xi) 陳豨 életrajzát is. |
| 94.           | 田儋列傳       | Tien Tan (Tian Dan) életrajza                                   | |
| 95.           | 樊酈滕灌列傳   | Fan, Li, Teng és Kuan (Guan) életrajza                          | Fan Kuaj (Fan Kuai), Li Sang (Li Shang), Hszia-hou Jing (Xiahou Ying), Kuan Jing (Guan Ying) 灌嬰 |
| 96.           | 張丞相列傳     | Csang (Zhang) kancellár életrajza                               | Csang Cang (Zhang Cang) 張蒼 |
| 97.           | 酈生陸賈列傳   | Li Ji-csi (Li Yiji) és Lu Ku (Lu Gu) életrajza                  | Tartalmazza Csu Csien (Zhu Jian) 朱建 életrajzát is. |
| 98.           | 傅靳蒯成列傳   | Fu, Csin (Jin), és Kuajcseng (Kuaicheng) márkijának életrajza   | Fu Kuan 寬, Csin Sö (Jin She) 歙 és Csou Hszüe (Zhou Xue) 周譄 |
| 99.           | 劉敬叔孫通列傳 | Liu Csing (Liu Jing) és Su-szun Tung (Shusun Tong) életrajza    | |
| 100.          | 季布欒布列傳   | Csi Pu (Ji Bu) és Luan Pu (Luan Bu) életrajza                   | |
| 101.          | 袁盎晁錯列傳   | Jüan Ang (Yuan Ang) és Csao Co (Chao Cuo) életrajza             | |
| 102.          | 張釋之馮唐列傳 | Csang Si-ce (Zhang Shizi) és Feng Tang életrajza                | |
| 103.          | 萬石張叔列傳   | Van Si (Wan Shi) és Csang Su (Zhang Shu) életrajza              | |
| 104.          | 田叔列傳       | Tien Su (Tian Shu) életrajza                                    | |
| 105.          | 扁鵲倉公列傳   | Cang hercegének, Pien Csüe (Bian Que)nek az életrajza           | |
| 106.          | 吳王濞列傳     | (Wu Vu) hercegének, Pinek az életrajza                          | Liu Pi |
| 107.          | 魏其武安侯列   | Vejcsi (Weiqi) márkijának és Vu'an (Wu'an) márkijának életrajza | To Jing (Dou Ying) 竇嬰 és Tien Fen (Tian Fen) 田蚡 |
| 108.          | 韓長孺列傳     | Han Csang-zsu (Han Changru) életrajza                           | |
| 109.          | 李將軍列傳     | Li tábornok életrajza                                           | Li Kuang (Li Guang) |
| 110.          | 匈奴列傳       | A hsziungnuk (ázsiai hunok) története                           | |
| 111.          | 衛將軍驃騎列傳 | Vej (Wei) lovas tábornok életrajza                              | Vej Csing (Wei Qing) |
| 112.          | 平津侯主父列傳 | Pingcsin (Pingjin) és Csufu (Zhufu) márkijainak életrajza       | Kung-szun Hung (Gongsun Hong) 公孫弘 és Csu-fu Jen (Zhufu Yan) 主父偃 |
| 113.          | 南越列傳       | Nanjüe (Nanyue) története                                       | |
| 114.          | 東越列傳       | A keleti Jüe (Yue) története                                    | |
| 115.          | 朝鮮列傳       | Csaohszien (Zhao-hszien) életrajza                              | Korea |
| 116.          | 西南夷列傳     | A délnyugati ji (yi) nép életrajza                              | |
| 117.          | 司馬相如列傳   | Hszi-ma Hsziang-zsu (Sima Xiangru) életrajza                    | |
| 118.          | 淮南衡山列傳   | Huajnan (Huainan) és Hengsan (Hengshan) története               | Huajnan (Huainan) és Hengsan (Hengshan) királyainak életrajza |
| 119.          | 循吏列傳       | A tisztességes hivatalnokok életrajzai                          | Szun-su Ao (Sunshu Ao), Ce Csan (Zi Chan), Kung Ji-hsziu (Gong Yixiu) 公儀休, Si Sö (Shi She) 石奢 és Li Li 李離 |
| 120.          | 汲鄭列傳       | Csi (Ji) és Cseng (Zheng) életrajza                             | Csi An (Ji An) 汲黯 és Cseng Tang-si (Zheng Dangshi) 鄭當時 |
| 121.          | 儒林列傳       | A konfuciánus tudósok életrajzai                                | Kung-szun Hung (Gungsun Hong) 公孫弘, Sen Kung (Shen Gong) 申公, Jüan Ku (Yuan Gu) 轅固, Han Jing (Han Ying) 韓嬰, Fu Seng (Fu Sheng), Tung Csung-su (Dong Zhongshu) és Hu Vu (Hu Wu) 胡毋 |
| 122.          | 酷吏列傳       | A könyörtelen hivatalnokok életrajzai                           | Hou Feng 侯, Cse Tu (Zhi Du) 郅都, Ning Cseng (Ning Cheng), Csou Jang-ju (Zhou Yangyou) 周陽由, Csao Jü (Zhao Yu) 趙禹, Csang Tang (Zhang Tang), Ji Cong (Yi Zong) 義縱, Vang Ven-su (Wang Wenshu) 王溫舒, Jin Csi (Yin Qi) 尹齊, Jang Pu (Yang Pu) 楊僕, Csian Hszüen (Jian Xuan) 減宣 és Tu Csou (Du Zhou) 杜周 |
| 123.          | 大宛列傳       | Tajüan (Dayuan) története                                       | A mai Tádzsikisztán területén lévő Ferganai medencében egykor létezett állam. |
| 124.          | 游俠列傳       | A vándor kardforgatók életrajza                                 | Lu Csu-csia (Lu Zhujia) 魯朱家 és Kuo Csie (Guo Jie) 郭解 |
| 125.          | 佞幸列傳       | A hízelkedők életrajzai                                         | |
| 126.          | 滑稽列傳       | Az udvari bolondok életrajzai                                   | Csun-jü Kun (Chunyu Kun) 淳于髡, Ju Meng (You Meng) 優孟, Ju Csan (You Zhan) 優旃 és Tung Fang-suo (Dongfang Shuo) 東方朔 |
| 127.          | 日者列傳       | A jövendőmondók életrajzai                                      | |
| 128.          | 龜策列傳       | A jósok életrajzai                                              | Fang Li és Ce Kung (Zi Gong) |
| 129.          | 貨殖列傳       | A pénzfelhalmozók életrajzai                                    | |

### Utószó
| Fejezet száma | Cím        | Fordítás                                | Megjegyzés |
| ------------- | ---------- | --------------------------------------- | ---------- |
| 130.          | 太史公自序 | A nagy történetíró önéletrajzi utószava |            |

## Hatása
Hatása az utókorra felmérhetetlen: nemcsak a kínai ókor történelmének legfontosabb forrásaként szolgál, hanem nyelvezetében, szerkezetében és történetírói módszereiben is mintakép volt a későbbi kínai történetírók számára.

### Idegen nyelven
- ↑ Durrant 1986:  Stephen Durrant. "Shih-chi 史記". In William Nienhauser (szerk.). The Indiana Companion to Traditional Chinese Literature, Vol. 1, Bloomington: Indiana University Press.
- ↑ Hulsewé 1993:  A. F. P. Hulsewé. "Shih chi 史記". In Michael Loewe (szerk.). Early Chinese Texts: A Bibliographical Guide. The Society for the Study of Early China and the Institute of East Asian Studies, University of California. pp. 405–416. ISBN 1-55729-043-1
- ↑ Nienhauser 1994a:  Nienhauser, William J.(szerk.). The Grand Scribe’s Records I: The basic annals of pre-Han China. Bloomington: Indiana University Press.
- ↑ Nienhauser 1994b:  Nienhauser, William J.(szerk.). The Grand Scribe’s Records VII: The memoirs of pre-Han China. Bloomington: Indiana University Press.
- ↑ Nienhauser 2002:  Nienhauser, William J.(szerk.). The Grand Scribe’s Records II: The basic annals of pre-Han China. Bloomington: Indiana University Press.
- ↑ Nienhauser 2006:  Nienhauser, William J.(szerk.). The Grand Scribe’s Records V.1: The hereditary houses of pre-Han China. Bloomington: Indiana University Press.
- ↑ Nienhauser 2008:  Nienhauser, William J.(szerk.). The Grand Scribe’s Records VIII: The memoirs of Han China. Bloomington: Indiana University Press.
- ↑ Watson 1993a:  Watson, Burton. Records of the Grand Historian of China. Qin Dynasty. Hong Kong: The Research Centre for Translation. The Chinese University of Hong Kong. New York, Columbia University Press. ISBN 0-231-08168-5 (hbk); ISBN 0-231-08169-3 (pbk)
- ↑ Watson 1993b:  Watson, Burton. Records of the Grand Historian of China. Han Dynasty II. (Javított kiadás). New York, Columbia University Press. ISBN 0-231-08168-5 (hbk); ISBN 0-231-08167-7 (pbk)

### Magyar fordítások
- ↑ Du-Horváth 1997:  Sima Qian: A hunok legkorábbi története. A Shi ji 110. kötete. Fordította: Du Yaxiong és Horváth Izabella. Magyar Ház. Peking 1997. ISBN 963 9335 06 1
- ↑ Gulyás 2009:  Gulyás Csenge. A Bérgyilkosok életrajza a Shijiben. Szakdolgozat. ELTE BTK Kínai-szak. Budapest 2009.
- ↑ Lázár 2008:  Lázár Ervin. A Déli-Yue királyság története: a Shiji idevágó részeinek fordítása. Szakdolgozat. ELTE BTK Kínai-szak. Budapest 2008.
- ↑ Nánai 2005:  Nánai Erika. A Han Birodalom születése: Xiang Yu évkönyve a Történetíró feljegyzéseiben. Szakdolgozat. ELTE BTK Kínai-szak. Budapest 2005.
- ↑ Salát 2003:  Salát Gergely. "Az Első Császár évkönyvei a Shijiben". In: Kínai nyelv és irodalom: Tanulmányok Csongor Barnabás 80. születésnapjára. Szerk. Hamar Imre – Salát Gergely. Budapest: Balassi Kiadó, 2003. pp. 151–177.
- ↑ Tokaji 1999:  Tokaji Zsolt. Szemelvények A Történetíró feljegyzéseiből. A két Szun-ce és Wu K'i életrajza. In: Kínai-Magyar Irodalmi Gyűjtemény. II/5. Balassi Kiadó, Budapest 1999. pp. 5–31.
- ↑ Tőkei Ferenc 1986a:  Kínai filozófia. Ókor. 2. kötet. Válogatta, fordította, a bevezetést és a jegyzeteket írta: Tőkei Ferenc.  Akadémia Kiadó. Budapest, 1986. (Harmadik, változatlan kiadás) ISBN 963 05 4295 1
- ↑ Tőkei Ferenc 1986b:  Kínai filozófia. Ókor. 3. kötet. Válogatta, fordította, a bevezetést és a jegyzeteket írta: Tőkei Ferenc.  Akadémia Kiadó. Budapest, 1986. (Harmadik, változatlan kiadás) ISBN 963 05 4296 X

## Lásd még
- Sze-ma Csien
- Kínai ókor